# Люсина (Малопольское воеводство)
Люси́на (пол. Lusina) — село в Польше в сельской гмине Могиляны Краковского повета Малопольского воеводства.

## География
Село располагается в 5 км от административного центра сельской гмины села Могиляны и 11 км от административного центра воеводства города Краков. Село входит в городскую агломерацию Кракова. Село состоит из двух неформальных частей: Верхняя Люсина и Нижняя Люсина.
В 1975—1998 годах село входило в состав Краковского воеводства.

## Транспорт
На западной стороне села проходит дорога Краков-Закопане. В селе находится конечная остановка автобусного маршрута № 255, связывающего село с краковским оседле Сальватор. Через село также проходит автобусный маршрут № 265, конечная остановка которого находится в соседнем селе Конары.

## Население
По состоянию на 2013 год в селе проживало 966 человек.
| 2010 | 2013 |
| ---- | ---- |
| 889  | 966  |

| Перепись  | Всего   | Всего | Женщины | Женщины | Мужчины | Мужчины |
| --------- | ------- | ----- | ------- | ------- | ------- | ------- |
| Единицы   | человек | %     | человек | %       | человек | %       |
| Население | 966     | 100   | 492     |         | 474     |         |

## Социальная структура
В селе действуют начальная школа имени святой Ядвиги Королевы Польши и частная Международная школа Кракова, действующая как административная структура посольства США в Польше. После получения начального образования местные школьники обучаются в гимназии имени святого Иоанна Павла II в соседнем селе Гай.

## Достопримечательности
Памятники культуры Малопольского воеводства:
- Усадьба в Люсине (№ А-464);
- Крестьянская усадьба в Люсине (№ А-688).